# أمانة الزراعة والتنمية الريفية (المكسيك)
أمانة الزراعة والتنمية الريفية المكسيكية (بالإسبانية: Secretaría de Agricultura y Desarrollo Rural) هي وزارة الزراعة المكسيكية. السكرتير الحالي في عهد الرئيس أندريس مانويل لوبيس أوبرادور ابتداءً من 1 ديسمبر 2018 هو فيكتور فيلالوبوس.

## التاريخ
تعود جذور الأمانة إلى عام 1917 عندما أُنشئت تحت اسم أمانة الزراعة والتنمية. تم تغيير الاسم في عام 1946 إلى أمانة الزراعة وتربية المواشي، وفي عام 1976 إلى أمانة الزراعة والموارد المائية، ومرة أخرى في عام 1994 إلى أمانة الزراعة وتربية المواشي والتنمية الريفية.
في عام 2000 تم تغيير الاسم إلى أمانة الزراعة والثروة الحيوانية والتنمية الريفية ومصايد الأسماك والأغذية، في ديسمبر 2018 بعد تنصيب أندريس مانويل لوبيز أوبرادور كرئيس أصبحت أمانة الزراعة والتنمية الريفية.

## القيادة
أثناء رئاسة إنريكي بينيا نييتو عمل إنريكي مارتينيز إي مارتينيز كسكرتير أولي. ترك المنصب في عام 2015 ليصبح سفير المكسيك في كوبا وحل محله خوسيه إدواردو كالزادا روفيروسا الحاكم السابق لكيريتارو.
كان ألبرتو كارديناس خيمينيز (2006 - 2009) وفرانسيسكو خافيير مايورغا كاستانيدا (2009 - 2012) وزيري الزراعة في عهد فيليب كالديرون. كانت مايورجا كاستانيدا أيضًا وزيرة الزراعة أثناء إدارة فيسينتي فوكس.